# Erik Cummins
Erik Cummins (Rotterdam, 10 augustus 1988) is een Nederlands voormalige voetballer die als doelman speelde. 

## Carrière
Na drie jaar in de jeugd gespeeld te hebben bij FC Utrecht werd Cummins in het seizoen 2011/12 bij de eerste selectie gehaald. Daar maakte hij op zondag 4 maart 2012 zijn debuut, thuis tegen N.E.C. Hierna volgden nog twee wedstrijden. Cummins verkaste in 2013 transfervrij naar Go Ahead Eagles. Hij maakte op 17 augustus 2014 zijn eerste doelpunt in het betaald voetbal; hij wilde een lange pass geven op Alex Schalk, maar de bal vloog met een stuit over doelman Jordy Deckers van Excelsior heen. De wedstrijd werd met 3–2 verloren.
Hij verruilde Go Ahead Eagles in augustus 2017 transfervrij voor SC Cambuur. Tussen 2018 en 2023 speelde hij voor FC Lisse.

### Carrièrestatistieken
| Seizoen         | Club            | Competitie      | Competitie | Competitie | Beker | Beker | Internationaal | Internationaal | Overig | Overig | Totaal | Totaal |
| Seizoen         | Club            | Competitie      | Wed.       | Dlp.       | Wed.  | Dlp.  | Wed.           | Dlp.           | Wed.   | Dlp.   | Wed.   | Dlp.   |
| --------------- | --------------- | --------------- | ---------- | ---------- | ----- | ----- | -------------- | -------------- | ------ | ------ | ------ | ------ |
| 2011/12         | FC Utrecht      | Eredivisie      | 3          | 0          | 0     | 0     | –              | –              | –      | –      | 3      | 0      |
| 2012/13         | FC Utrecht      | Eredivisie      | 0          | 0          | 0     | 0     | –              | –              | –      | –      | 0      | 0      |
| 2013/14         | Go Ahead Eagles | Eredivisie      | 0          | 0          | 0     | 0     | –              | –              | –      | –      | 0      | 0      |
| 2014/15         | Go Ahead Eagles | Eredivisie      | 12         | 1          | 0     | 0     | –              | –              | 2      | 0      | 14     | 1      |
| 2015/16         | Go Ahead Eagles | Eerste divisie  | 7          | 0          | 0     | 0     | 2              | 0              | -      | -      | 9      | 0      |
| 2016/17         | Go Ahead Eagles | Eredivisie      | 0          | 0          | 2     | 0     | 0              | 0              | -      | -      | 2      | 0      |
| 2017/18         | SC Cambuur      | Eerste divisie  | 29         | 0          | 3     | 0     | -              | -              | 2      | 0      | 34     | 0      |
| Carrière totaal | Carrière totaal | Carrière totaal | 51         | 1          | 5     | 0     | 2              | 0              | 4      | 0      | 62     | 1      |

Bijgewerkt op 25 mei 2018